# NGC 191
NGC 191 este o galaxie spirală situată în constelația Balena. A fost descoperită în 28 noiembrie 1785 de către William Herschel. De asemenea, a fost observată încă o în 14 decembrie 1830 dată de către John Herschel. De asemenea, NGC 191 interacționează cu galaxia IC 1563. Aceste două galaxii formează grupul Arp 127.